# 心要讓你聽見
《心要讓你聽見》是香港、台灣歌手邰正宵的第四張EP，在1995年12月推出，EP收錄了兩首混音歌曲《心要讓你聽見（古典弦音版）》和《絕對寶貝（聖誕鐘聲真情版）》，其中二千張的EP收入會資助香港哮喘會發展。

## 曲目
| 曲序 | 曲名                            | 曲     | 詞            | 編曲          | 附註                   |
| 01   | 心要讓你聽見（古典弦音版）      | 邰正宵 | 姚若龍        | Roberto Zayas |                        |
| 02   | 絕對寶貝（聖誕鐘聲真情版）      | 邰正宵 | 邰正宵        | 屠穎          |                        |
| 03   | 愛的傳說                        | 邰正宵 | 鄭國江        |               | 國語版為《一千零一夜》 |
| 04   | 我的心透明得看得見              | 邰正宵 | 邰正宵 方文良 | 孫崇偉        |                        |
| 05   | 心要讓你聽見（Karaoke Version） | 邰正宵 |               | 屠穎          | 純音樂                 |

## 唱片版本
- CD版